# Zhaoqing
Zhaoqing (chinesisch 肇慶市 / 肇庆市, Pinyin Zhàoqìng shì, Jyutping Siu6hing3, veraltet nach Post Shiuhing, ohne Norm Shaou King, Shiu Heng, kurz 肇,  Zhào) ist eine bezirksfreie Stadt in der südchinesischen Provinz Guangdong. Ihr Verwaltungsgebiet hat eine Fläche von 14.891 km² und 4.113.594 Einwohner (Stand: Zensus 2020). In dem eigentlichen städtischen Siedlungsgebiet von Zhaoqing leben ca. 784.000 Menschen (Zensus 2010).

## Geographie

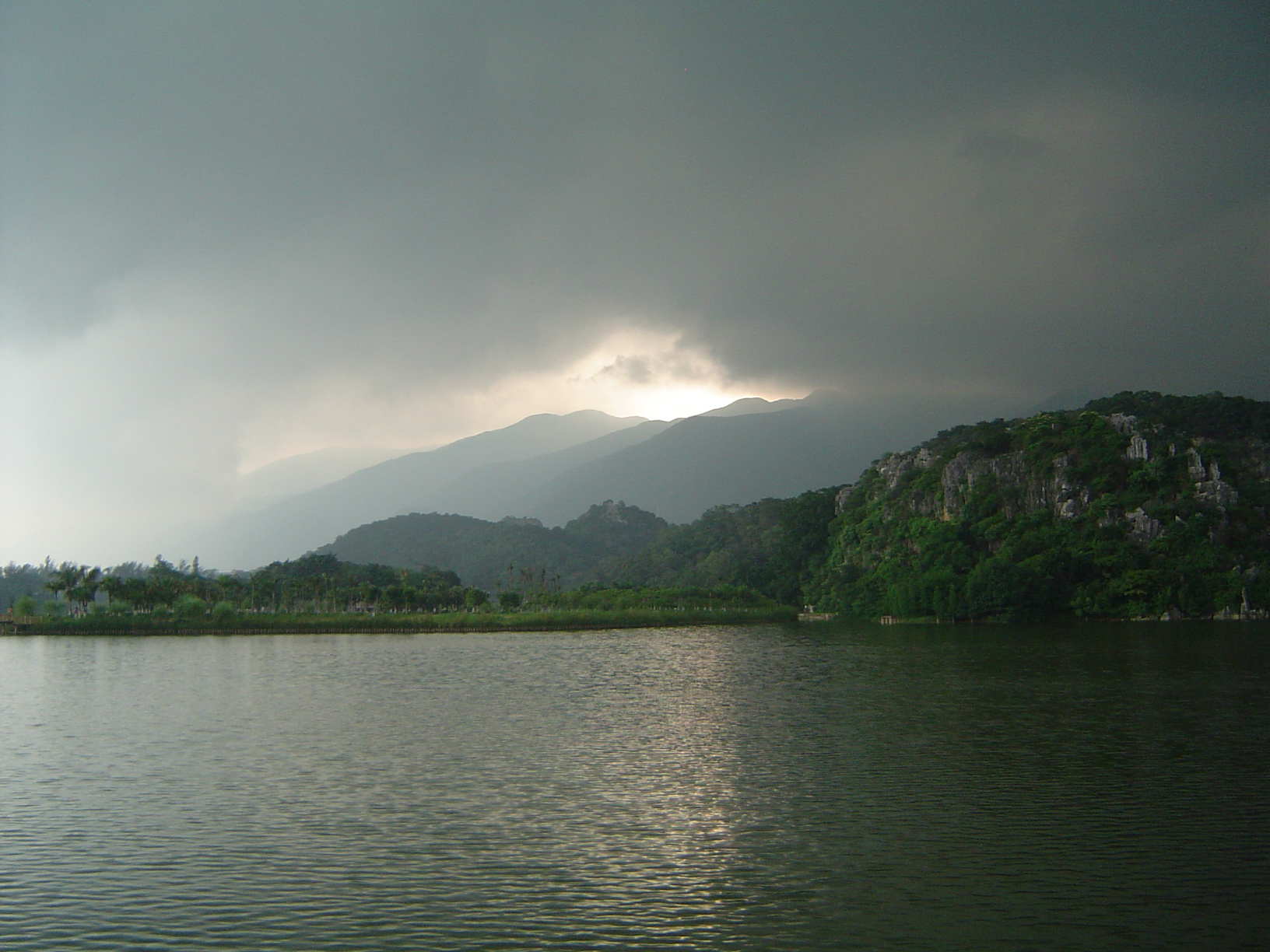
See in Zhaoqing

Zhaoqing liegt etwa 90 km von westlich Guangdongs Hauptstadt Guangzhou. Dort befindet sie sich am Westfluss, der das innere Stadtgebiet an drei Seiten umschließt. Nördlich davon breiten sich Hügel aus. Am gegenüberliegenden Ufer liegt die kreisfreie Stadt Gaoyao, die selbst Teil von Zhaoqing ist. Im nördlichen Teil des eigentlichen Innenstadtgebietes liegt der Xinghu (星湖, Sternsee).
Das Klima ist subtropisch bis tropisch; die durchschnittliche Januartemperatur liegt bei 13 °C, die durchschnittliche Julitemperatur bei etwa 28 °C. Die jährliche Niederschlagsmenge liegt bei etwa 1630 mm.

## Geschichte
Der Name Gaoyao – 高要 – für das heutige Zhaoqing war gebräuchlich bis zur Qin- und Han-Dynastie, den man heute als Stadtbezirksbezeichnung immer noch wiederfindet. Bis zum Jahr 1118 war der die Stadt unter der Name Duanzhou – 端州, den der innerste Stadtbezirk bis heute trägt, bekannt. Im Jahr 1118, dem ersten Regierungsjahr von Kaiser Chonghe der Song-Dynastie bekam Zhaoqing den heutigen Namen, welcher etwa Beginn von Freude und Fröhlichkeit bedeutet.

## Wirtschaft
Zhaoqing ist eine Industriestadt, die sich besonders seit 1978 sehr stark entwickelt. Die regionale Regierung fördert speziell die exportorientierte Industrie, das Wirtschaftsgefüge in der Region um Zhaoqing hat sich deshalb in den vergangenen 20 Jahren von einer landwirtschaftlichen Prägung zu einer industriellen Prägung verändert. Wichtigste Industriesparten sind Elektronik, Maschinenbau, Chemieindustrie, Plastikverarbeitende Industrie, Herstellung von Landwirtschaftsgerät, Textilindustrie, Arzneimittelherstellung und die Verarbeitung landwirtschaftlicher Produkte. In der Region um Zhaoqing werden neben Reis vor allem Zuckerrohr, Erdnüsse, Gemüse, Lotus und Pflanzen für die traditionelle chinesische Medizin angebaut.
Mit einem BIP pro Kopf von rund 20 350 RMB im Jahr 2002 liegt Zhaoqing bezüglich des Einkommens deutlich über dem Provinzdurchschnitt von Guangdong.

## Verwaltung

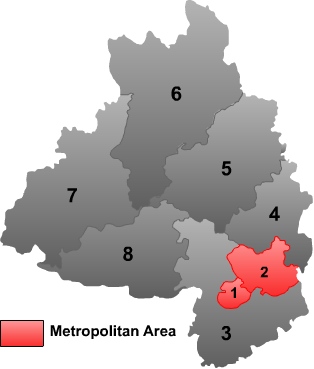
Administrative Gliederung der bezirksfreien Stadt Zhaoqing

Zhaoqing setzt sich aus drei Stadtbezirken, einer kreisfreien Stadt und vier Kreisen zusammen (Stand: Zensus 2020):
- (1) Stadtbezirk Duanzhou (端州区), 154 km², 602.402 Einwohner;
- (2) Stadtbezirk Dinghu (鼎湖区), 552,4 km², 209.116 Einwohner;
- (3) Stadtbezirk Gaoyao (高要区), 2.186 km², 741.591 Einwohner;
- (4) Stadt Sihui (四会市), 1.263 km², 640.910 Einwohner;
- (5) Kreis Guangning (广宁县), 2.455 km², 408.112 Einwohner;
- (6) Kreis Huaiji (怀集县), 3.554 km², 805.177 Einwohner;
- (7) Kreis Fengkai (封开县), 2.724 km², 374.848 Einwohner;
- (8) Kreis Deqing (德庆县), 2.003 km², 331.438 Einwohner.

Duanzhou wird im Nordwesten, Westen und Süden von Gaoyao, im Nordosten und Osten von Dinghu begrenzt. Duanzhou setzt sich aus vier Straßenvierteln und zwei Großgemeinden zusammen.

## Verkehr
Zhaoqing liegt an der Eisenbahnstrecke von Guangzhou in Richtung Westen nach Maoming; der Bahnhof liegt am nordwestlichen Stadtrand. Es gibt regelmäßigen Zugverkehr nach Guangzhou und in Richtung Maoming und Zhanjiang sowie einen täglichen Zug nach Kowloon (Hongkong).
Daneben liegt die Stadt an der Autobahn von Guangzhou und Sanshui weiter nach Yunfu und Guangxi; die Autobahn führt recht weit südlich an Zhanjiang vorbei, es gibt jedoch einen eigenen Zubringer. Des Weiteren quert die Nationalstraße 321 das Stadtgebiet. Guangzhou kann von Zhaoqing aus in 1,5 Stunden erreicht werden.
Zhaoqing verfügt über einen neugebauten und modernen Hafen, der für den Güter- und Personenverkehr genutzt wird. Durch regelmäßige Schiffe sind Hongkong und Macau innerhalb von 4 Stunden zu erreichen.

## Kultur
Der in Zhaoqing gelegene Mei’an-Tempel, in welchem heute das Zhaoqing-Museum untergebracht ist, die Alte Stadtmauer von Zhaoqing, und die Steininschriften in den Sieben-Stern-Felsen (七星岩摩崖石刻) stehen auf der Liste der Denkmäler der Volksrepublik China.
Zhaoqing ist innerhalb Chinas für seine Guozhen Zong (肇庆裹蒸粽) bekannt. Dies ist eine spezielle Art von Zongzi, pyramidenförmigen Klebreistaschen, in Blätter eingewickelt und mit Mungobohnen, Schweinefleisch, gesalzenem Ei, chinesischen Würsten und Pilzen stundenlang gekocht werden. Diese ein Pfund schweren Zongzi werden heiß gegessen.
Ein weiteres wichtiges kulturelles Produkt aus Zhaoqing ist der Duanyan (端砚) – Reibstein. Dieser Reibstein wird im Bezirk Duanzhou bereits seit der Tang-Dynastie gewonnen. Er ist meist violett, seltenere und wertvollere Reibsteine können jedoch auch grün oder weiß sein. Duanyan-Reibsteine werden von Kalligraphen für die Feinheit und Kompaktheit des Steines geschätzt, daneben lässt sich Tusche darauf besonders angenehm zubereiten und greift den Pinsel nicht an.

## Sohn der Stadt
- Man-Chung Tang (* 1938), chinesisch-amerikanischer Bauingenieur
- Mo Jiadie (* 2000), Hürdenläuferin